# Impacte de la pandèmia de COVID-19 sobre l'aviació

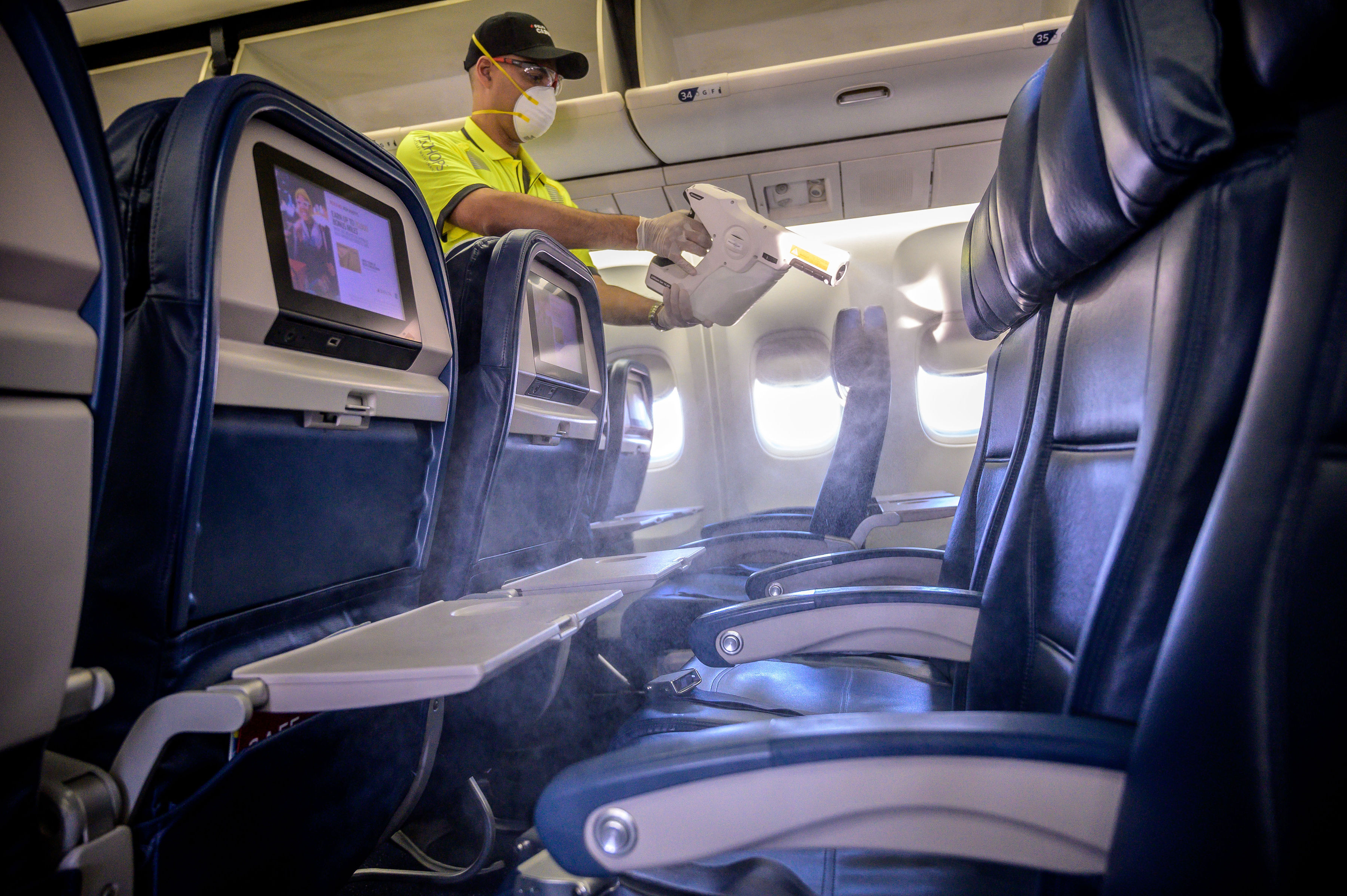
Desinfecció de la cabina d'un Boeing 757 de Delta Air Lines

L'impacte de la pandèmia de COVID-19 sobre l'aviació ha estat considerable. L'Organització de l'Aviació Civil Internacional (OACI) calcula que la pandèmia per coronavirus de 2019-2020 ha provocat una reducció de la capacitat oferta del 50–52%, una caiguda del nombre de passatgers d'entre 2.875 i 2.978 milions i pèrdues d'entre 386.000 i 399.000 milions de dòlars estatunidencs al sector de l'aviació civil. Diverses aerolínies s'han declarat en fallida a causa de la pandèmia, incloent-hi Avianca, la segona aerolínia més antiga del món, mentre que d'altres han hagut de recórrer a expedients de regulació temporal d'ocupació o sol·licitar ajudes públiques.
Els fabricants d'avions tampoc no n'han sortit indemnes. A 29 d'octubre del 2020, la pandèmia havia costat 1.000 milions d'euros a Airbus, mentre que Boeing perdé 2.400 milions de dòlars en el segon trimestre de l'any pels efectes combinats de la pandèmia i la suspensió de vol del Boeing 737 MAX.